# Sambhaji
Sambhaji Bhonsle (14 mai 1657 – 11 mars 1689) est le fils aîné du Chhatrapati Shivaji Maharaj, le fondateur de l'Empire marathe, et de Saibai, première épouse de Shivaji. Il lui succède en tant que Chhatrapati du royaume Marathe naissant, malgré sa disgrâce initiale en raison de son caractère difficile et des nombreuses tensions qu'il a connu avec son propre père. Son règne est agité par de nombreux complots et conflits avec l'Empire moghol. Il est reconnu pour ses compétences guerrières et son ardeur au combat, n'hésitant pas à affronter les mêmes périls que ses hommes. Il repousse deux tentatives d'invasion de l'Empire moghol, avant d'être capturé au cours d'une troisième tentative menée par l'empereur Aurangzeb en personne, qui le fit cruellement torturer avant de l'exécuter.
Sambhaji a exécuté son ministre Anaji Datto impliqué dans un complot en le faisant écraser sous un éléphant.

## Dans les arts populaires
L'auteur mahariti Shivaji Sawant (en) a publié en 1969 un roman intitulé Chaavan (« le lionceau »)  qui narre la vie de l'empereur et qui est devenu un film en février 2025, sous le même titre Chhaava. La représentation des traitements de Sambhaji par Aurangzeb a déclenché à la mi-mars une vague de manifestations demandant la démolition du mausolée d'Aurangzeb, à Khuldabad.